# كريستيانا كوبريك
كريستيانا كوبريك (بالألمانية: Christiane Kubrick)‏ هي رسامة ومغنية وممثلة ألمانية، ولدت في 10 مايو 1932 في ألمانيا.

## أعمال

### أفلام
- (1957) دروب المجد
- (1999) عيون مغلقة على اتساعها[3]

## وصلات خارجية
- كريستين كوبريك على موقع IMDb (الإنجليزية)
- كريستين كوبريك على موقع الموسوعة البريطانية (الإنجليزية)
- كريستين كوبريك على موقع ألو سيني (الفرنسية)
- كريستين كوبريك على موقع أول موفي (الإنجليزية)
- كريستين كوبريك على موقع قاعدة بيانات الأفلام السويدية (السويدية)
- كريستين كوبريك على موقع قاعدة بيانات الفيلم (الإنجليزية)
- كريستين كوبريك على موقع كينوبويسك (الروسية)